# Coupe de France de hockey sur glace 2018-2019
Navigation
Coupe de France 2018 Coupe de France 2020
La Coupe de France 2019 de hockey sur glace est la vingt-sixième édition de cette compétition organisée par la Fédération française de hockey sur glace. La finale se jouera le 17 février 2019 à l'AccorHotels Arena à Paris. C'est un format totalement inédit qui a lieu avec 3 matchs en un week-end. Les demi-finales se jouent désormais la veille de la grande finale sur la glace de l'AccorHotels Arena.

## Présentation
La Coupe de France est jouée sous la forme d'une compétition à élimination directe, chaque rencontre devant déterminer un vainqueur. S'il y a égalité à l'issue du temps réglementaire, une période de prolongation de dix minutes est jouée, suivie si nécessaire d'une séance de tirs au but. Chaque rencontre est déterminée par tirage au sort. À la suite de réformes, tous les clubs de Saxoprint Ligue Magnus, de Division 1 et de Division 2 ont l'obligation de participer. 
Le calendrier de la coupe est le suivant :
- Premier tour : 6 octobre 2018
- Seizièmes de finale : 23 et 24 octobre 2018
- Huitièmes de finale : 20 et 21 novembre 2018
- Quarts de finale : 19 et 20 décembre 2018
- Demi-finales : 16 février 2019
- Finale : 17 février 2019

| Tour                | Division | Division | Division | Division |
| Tour                | Synerglace Ligue Magnus (SLM) | Division 1 (D1) | Division 2 (D2) | Division 3 (D3) |
| ------------------- | --- | --- | --- | --- |
| Premier tour        | | Diables rouges de Briançon Drakkars de Caen Jokers de Cergy-Pontoise Éléphants de Chambéry Dogs de Cholet Corsaires de Dunkerque Aigles de La Roche-sur-Yon Spartiates de Marseille Vipers de Montpellier Yétis du Mont-Blanc Bisons de Neuilly-sur-Marne Remparts de Tours | Red Dogs d'Amnéville Chevaliers du lac d'Annecy Gaulois de Châlons-en-Champagne Sangliers Arvernes de Clermont Titans de Colmar Bouquetins du HCMP Jets d'Évry Viry Taureaux de feu de Limoges Pingouins de Morzine-Avoriaz Comètes de Meudon Français volants de Paris Renards de Roanne Bélougas de Toulouse-Blagnac Lynx de Valence Diables rouges de Valenciennes Ours de Villard-de-Lans Lions de Wasquehal | Castors d'Asnières Castors d'Avignon Ducs de Dijon Épinal Hockey Club Krokos de Nîmes Dragons de Poitiers Phénix de Reims |
| Seizièmes de finale | Gothiques d'Amiens Ducs d'Angers Hormadi Anglet Boxers de Bordeaux Pionniers de Chamonix Mont-Blanc Rapaces de Gap Brûleurs de loups de Grenoble Lions de Lyon Scorpions de Mulhouse Aigles de Nice Dragons de Rouen Étoile noire de Strasbourg | Albatros de Brest Corsaires de Nantes | | |

## Premier tour
| 6 octobre 2018 | Meudon (D2) | 3-6 (1-3, 1-1, 1-2) | Français volants (D2) | Patinoire de Meudon 300 spectateurs |

| Feuille de match                            | Feuille de match | Feuille de match                    | Feuille de match | Feuille de match                                                              |
| ------------------------------------------- | --- | ----------------------------------- | --- | ----------------------------------------------------------------------------- |
|                                             | - Bacul (Levillain) — 16 min 28 s (IN) - Jeanjean (Zeman, Vidal) — 27 min 44 s Blossier (Levillain, Juan) — 49 min 53 s (2 SN) - | 0-1 1-1 1-2 1-3 1-4 2-4 3-4 3-5 3-6 | Kuzmin (Papaux) — 1 min 21 s - Fritsch (Papaux, Offret) — 17 min 43 s (SN) Offret (Papaux, Fritsch) — 18 min 27 s Kuzmin (Offret, Papaux) — 24 min 17 s - Kuzmin (Belov, Fritsch) — 55 min 8 s (2 SN) Motte (Mazzone, Slupski) — 57 min 3 s | Arbitrage : Samuel Fessier Juges de lignes : Pascal Telliez et Laura Peronnin |
| Picalausa (28 min 47 s) Melin (31 min 13 s) | Gardiens | Wargnier                            | | Arbitrage : Samuel Fessier Juges de lignes : Pascal Telliez et Laura Peronnin |
| 140 min                                     | Pénalités | 119 min                             | | Arbitrage : Samuel Fessier Juges de lignes : Pascal Telliez et Laura Peronnin |
|                                             | |                                     | | Arbitrage : Samuel Fessier Juges de lignes : Pascal Telliez et Laura Peronnin |

| 6 octobre 2018 | Wasquehal (D2) | 3-5 (1-1, 1-1, 1-3) | Neuilly-sur-Marne (D1) | Patinoire Serge Charles Lille 350 spectateurs |

| Feuille de match | Feuille de match                                                                                           | Feuille de match                | Feuille de match | Feuille de match                                                                      |
| ---------------- | --- | ------------------------------- | --- | ------------------------------------------------------------------------------------- |
|                  | - Plagnat — 18 min 23 s - Nguyen (Artano, Louf) — 27 min 49 s - Domian (Coulaud, Zajac) — 51 min 32 s (IN) | 0-1 1-1 1-2 2-2 2-3 2-4 2-5 3-5 | Saliji (Dubé, Mangone) — 17 min 45 s - Hordelalay (Dubé, Thorogood) — 25 min 23 s (SN) - Hordelalay (Saliji) — 40 min 47 s Dubé (Seckel, Thorogood) — 41 min 7 s Gabaj (Saliji, Dīķis) — 43 min 21 s - | Arbitrage : Julien Peyre Juges de lignes : Sueva Torribio Rousselin et Jérémie Collin |
| Martel           | Gardiens                                                                                                   | Husson                          | | Arbitrage : Julien Peyre Juges de lignes : Sueva Torribio Rousselin et Jérémie Collin |
| 8 min            | Pénalités                                                                                                  | 6 min                           | | Arbitrage : Julien Peyre Juges de lignes : Sueva Torribio Rousselin et Jérémie Collin |
|                  | |                                 | | Arbitrage : Julien Peyre Juges de lignes : Sueva Torribio Rousselin et Jérémie Collin |

| 6 octobre 2018 | Châlons-en-Champagne (D2) | 1-10 (1-4, 0-2, 0-4) | Dunkerque (D1) | Patinoire Cités Glace 302 spectateurs |

| Feuille de match                             | Feuille de match                        | Feuille de match                             | Feuille de match | Feuille de match                                                         |
| -------------------------------------------- | --------------------------------------- | -------------------------------------------- | --- | ------------------------------------------------------------------------ |
|                                              | Cheylan (Matejka, Hanes) — 2 min 53 s - | 1-0 1-1 1-2 1-3 1-4 1-5 1-6 1-7 1-8 1-9 1-10 | - Mikušovič (Budínský, Gans) — 6 min 2 s Martial (Destoop, Gans) — 9 min 13 s Budínský (Thomas, Laine) — 10 min 52 s Poirier (Gans, Destoop) — 16 min Simcak (Halas, Vissio) — 25 min 9 s Halas (Simcak) — 31 min 17 s Ballet — 45 min Gans (Destoop, Martial) — 54 min 9 s Olive (Garrido, Pampanay) — 54 min 16 s Mikušovič (Budínský) — 59 min 39 s | Arbitrage : Yann Furet Juges de lignes : Louis Bachetti et Cyril Debuche |
| Celestin (54 min 16 s) Bachetti (5 min 44 s) | Gardiens                                | Duquenne                                     | | Arbitrage : Yann Furet Juges de lignes : Louis Bachetti et Cyril Debuche |
| 4 min                                        | Pénalités                               | 2 min                                        | | Arbitrage : Yann Furet Juges de lignes : Louis Bachetti et Cyril Debuche |
|                                              |                                         |                                              | | Arbitrage : Yann Furet Juges de lignes : Louis Bachetti et Cyril Debuche |

| 6 octobre 2018 | Asnières-sur-Seine (D3) | 8-1 (2-0, 2-1, 4-0) | Reims (D3) | Patinoire des Courtilles 200 spectateurs |

| Feuille de match | Feuille de match | Feuille de match                    | Feuille de match                                         | Feuille de match                                 |
| ---------------- | --- | ----------------------------------- | -------------------------------------------------------- | ------------------------------------------------ |
|                  | Elbaze (Peltier, Garaud) — 6 min 42 s Denis (Pfeiffer) — 10 min 14 s (IN) - Dupuis (Leroux) — 38 min 38 s Dupuis (Stalin, Papp) — 39 min 32 s Stalin (Pfeiffer, Denis) — 42 min 26 s (SN) Jeannin (Elbaze, Pfeiffer) — 47 min 20 s Bougaran (Dupuis, Denis) — 54 min 52 s (SN) Pfeiffer (Jeannin, Elbaze) — 57 min 14 s | 1-0 2-0 2-1 3-1 4-1 5-1 6-1 7-1 8-1 | - Rouffaud (Lafrance, Lathuilliere) — 28 min 57 s (SN) - | Arbitrage : Florian Aurat et Guillaume Belhumeur |
| Kiss             | Gardiens | Watelet                             |                                                          | Arbitrage : Florian Aurat et Guillaume Belhumeur |
| 8 min            | Pénalités | 24 min                              |                                                          | Arbitrage : Florian Aurat et Guillaume Belhumeur |
|                  | |                                     |                                                          | Arbitrage : Florian Aurat et Guillaume Belhumeur |

| 6 octobre 2018 | Caen (D1) | 1-5 (0-0, 1-4, 0-1) | Cergy-Pontoise (D1) | Patinoire de Caen la mer 750 spectateurs |

| Feuille de match | Feuille de match                             | Feuille de match        | Feuille de match | Feuille de match                                                                  |
| ---------------- | -------------------------------------------- | ----------------------- | --- | --------------------------------------------------------------------------------- |
|                  | - Bushbacher (Msumbu, Menard) — 36 min 8 s - | 0-1 0-2 1-2 1-3 1-4 1-5 | S. Guillon (A. Cuzin, L. Cuzin) — 34 min 1 s Bureau-Blais (Robertson) — 34 min 44 s - L. Cuzin (S. Guillon, Lubin) — 38 min 51 s Greiner (Olczyk) — 39 min 59 s Greiner — 43 min 56 s (SN) | Arbitrage : Frédéric Le Berre Juges de lignes : Jérémy Metais et Maxime Laboulais |
| Gente            | Gardiens                                     | Chimienti               | | Arbitrage : Frédéric Le Berre Juges de lignes : Jérémy Metais et Maxime Laboulais |
| 8 min            | Pénalités                                    | 4 min                   | | Arbitrage : Frédéric Le Berre Juges de lignes : Jérémy Metais et Maxime Laboulais |
|                  |                                              |                         | | Arbitrage : Frédéric Le Berre Juges de lignes : Jérémy Metais et Maxime Laboulais |

| 6 octobre 2018 | Valenciennes (D2) | 3-5 (0-4, 1-1, 0-2) | Évry-Viry (D2) | Patinoire Valigloo 452 spectateurs |

| Feuille de match                              | Feuille de match | Feuille de match                | Feuille de match | Feuille de match                                                                 |
| --------------------------------------------- | --- | ------------------------------- | --- | -------------------------------------------------------------------------------- |
|                                               | - A.Harmegnies (McIlroy) — 34 min 7 s - Marcinek (Hůla, Macháček) — 46 min 57 s (SN) Rouillard (Marcinek) — 49 min 6 s | 0-1 0-2 0-3 0-4 1-4 1-5 2-5 3-5 | Gautron — 1 min 3 s Ferleťák (Ledoux, Priatka) — 1 min 43 s (SN) Ledoux (Gaspar, Priatka) — 11 min 1 s Ledoux (Ferleťák, Priatka) — 17 min 21 s - Leskinen (Ferleťák) — 35 min 47 s - | Arbitrage : Armand Bornais Juges de lignes : Alban Delsarte et Antoine Debucquet |
| Zvedelik (35 min 37 s) Brassart (24 min 23 s) | Gardiens | Dandel (40 min) Smik (20 min)   | | Arbitrage : Armand Bornais Juges de lignes : Alban Delsarte et Antoine Debucquet |
| 55 min                                        | Pénalités | 20 min                          | | Arbitrage : Armand Bornais Juges de lignes : Alban Delsarte et Antoine Debucquet |
|                                               | |                                 | | Arbitrage : Armand Bornais Juges de lignes : Alban Delsarte et Antoine Debucquet |

| 6 octobre 2018 | Amnéville (D2) | 7-0 (2-0, 2-0, 3-0) | Colmar (D2) | Patinoire du Centre de loisirs 200 spectateurs |

| Feuille de match | Feuille de match | Feuille de match            | Feuille de match | Feuille de match                                                                  |
| ---------------- | --- | --------------------------- | ---------------- | --------------------------------------------------------------------------------- |
|                  | Maurer (Vrtek) — 6 min 5 s Veres (Maurer) — 19 min 36 s Vrtek (Thomas, Griet) — 24 min 52 s (SN) Bimboes (Lorenzini, Dars) — 28 min 59 s Vrtek — 42 min 11 s (IN) Vrtek (Griet, Goux) — 53 min 27 s Veres (Maurer) — 57 min 47 s (SN) | 1-0 2-0 3-0 4-0 5-0 6-0 7-0 | -                | Arbitrage : Sébastien Geoffroy Juges de lignes : Jason Thorrignac et Johan Fauvel |
| Casenky          | Gardiens | Shumikhin                   |                  | Arbitrage : Sébastien Geoffroy Juges de lignes : Jason Thorrignac et Johan Fauvel |
| 8 min            | Pénalités | 12 min                      |                  | Arbitrage : Sébastien Geoffroy Juges de lignes : Jason Thorrignac et Johan Fauvel |
|                  | |                             |                  | Arbitrage : Sébastien Geoffroy Juges de lignes : Jason Thorrignac et Johan Fauvel |

| 6 octobre 2018 | Dijon (D3) | 4-7 (2-4, 1-2, 1-1) | Épinal (D3) | Patinoire Trimolet 534 spectateurs |

| Feuille de match                 | Feuille de match | Feuille de match                            | Feuille de match | Feuille de match                                                    |
| -------------------------------- | --- | ------------------------------------------- | --- | ------------------------------------------------------------------- |
|                                  | Neuwirth (Bourgin, Milesi) — 4 min 50 s Milesi (Pasquali, Lacroix) — 10 min 54 s (2 SN) - Bourgin — 35 min 59 s (SN) - Bourgin (Neuwirth, Alexandra) — 59 min 15 s (SN) | 1-0 2-0 2-1 2-2 2-3 2-4 2-5 3-5 3-6 3-7 4-7 | - Papelier (Plch, Rapenne) — 12 min 35 s (SN) Plch (Pernot) — 16 min 10 s Rapenne (Plch, Donnet) — 17 min 52 s (SN) Pernot (Benchabane) — 19 min 53 s Chassard (Plch, Rapenne) — 32 min 5 s (2 SN) - Rapenne — 39 min 5 s (SN) Rapenne — 44 min 58 s (SN) - | Arbitrage : Laurent Roueche et Stéphane Rousselin Juges de lignes : |
| Pimbert (20 min) Faivre (40 min) | Gardiens | P. Mauffrey                                 | | Arbitrage : Laurent Roueche et Stéphane Rousselin Juges de lignes : |
| 50 min                           | Pénalités | 26 min                                      | | Arbitrage : Laurent Roueche et Stéphane Rousselin Juges de lignes : |
|                                  | |                                             | | Arbitrage : Laurent Roueche et Stéphane Rousselin Juges de lignes : |

| 6 octobre 2018 | Villard-de-Lans (D2) | 0-4 (0-3, 0-1, 0-0) | Mont-Blanc (D1) | Patinoire André Ravix 210 spectateurs |

| Feuille de match | Feuille de match | Feuille de match | Feuille de match | Feuille de match                                                                  |
| ---------------- | ---------------- | ---------------- | --- | --------------------------------------------------------------------------------- |
|                  | -                | 0-1 0-2 0-3 0-4  | Vepsäläinen (Bícha, Lazzaroni) — 8 min 6 s Arès (V. Cocar, Dutruel) — 14 min Bícha (Dutruel, Vepsäläinen) — 15 min 22 s (SN) Dutruel (Bícha, Vepsäläinen) — 21 min 38 s (SN) | Arbitrage : Benjamin Scolari Juges de lignes : Florian Robert et Benjamin Auméras |
| Carrier          | Gardiens         | Sanyas           | | Arbitrage : Benjamin Scolari Juges de lignes : Florian Robert et Benjamin Auméras |
| 18 min           | Pénalités        | 26 min           | | Arbitrage : Benjamin Scolari Juges de lignes : Florian Robert et Benjamin Auméras |
|                  |                  |                  | | Arbitrage : Benjamin Scolari Juges de lignes : Florian Robert et Benjamin Auméras |

| 6 octobre 2018 | Annecy (D2) | 2-3 (pr) (2-0, 0-0, 0-2, 0-1) | Morzine-Avoriaz (D2) | Complexe Jean Régis 350 spectateurs |

| Feuille de match | Feuille de match                                                                  | Feuille de match    | Feuille de match | Feuille de match                                                            |
| ---------------- | --------------------------------------------------------------------------------- | ------------------- | --- | --------------------------------------------------------------------------- |
|                  | Le Blond (R. Papa, Delplanque) — 12 min 7 s (SN) Arnaud (C. Papa) — 20 min (SN) - | 1-0 2-0 2-1 2-2 2-3 | - Havlik (Holecko, Martinec) — 52 min 14 s (2 SN) Nippard (Vialle, Besson) — 59 min 22 s Holecko (Nippard) — 61 min 51 s | Arbitrage : Savice Fabre Juges de lignes : Damien Icard et Laurent Nomdedeu |
| Accarier         | Gardiens                                                                          | Brázdil             | | Arbitrage : Savice Fabre Juges de lignes : Damien Icard et Laurent Nomdedeu |
| 20 min           | Pénalités                                                                         | 26 min              | | Arbitrage : Savice Fabre Juges de lignes : Damien Icard et Laurent Nomdedeu |
|                  |                                                                                   |                     | | Arbitrage : Savice Fabre Juges de lignes : Damien Icard et Laurent Nomdedeu |

| 6 octobre 2018 | Courchevel-Méribel-Pralognan (D2) | 2-6 (2-2, 0-2, 0-2) | Briançon (D1) | Patinoire de Méribel 500 spectateurs |

| Feuille de match | Feuille de match                                             | Feuille de match                | Feuille de match | Feuille de match                                                                       |
| ---------------- | ------------------------------------------------------------ | ------------------------------- | --- | -------------------------------------------------------------------------------------- |
|                  | Kristek (MacLean) — 4 min 53 s (SN) - Wagret — 16 min 30 s - | 1-0 1-1 1-2 2-2 2-3 2-4 2-5 2-6 | - Brown (Métais, Ghantous) — 6 min 12 s Bernard (Young, Campbell) — 6 min 57 s - Casini (Campbell, Brown) — 32 min 25 s (SN) Bernard (Young, Farina) — 39 min 22 s Bernard (Demers, Seed) — 44 min 13 s (SN) Chapelier (Young, Bernard) — 59 min 34 s | Arbitrage : Alexis Grabit Juges de lignes : Laëtitia Garnier et Alexandre Donat-Magnin |
| Pék              | Gardiens                                                     | Blažek                          | | Arbitrage : Alexis Grabit Juges de lignes : Laëtitia Garnier et Alexandre Donat-Magnin |
| 10 min           | Pénalités                                                    | 8 min                           | | Arbitrage : Alexis Grabit Juges de lignes : Laëtitia Garnier et Alexandre Donat-Magnin |
|                  |                                                              |                                 | | Arbitrage : Alexis Grabit Juges de lignes : Laëtitia Garnier et Alexandre Donat-Magnin |

| 6 octobre 2018 | Roanne (D2) | 3-4 (1-0, 1-2, 1-2) | Chambéry (D1) | Patinoire Fontalon 327 spectateurs |

| Feuille de match | Feuille de match | Feuille de match                          | Feuille de match | Feuille de match                                                                 |
| ---------------- | --- | ----------------------------------------- | --- | -------------------------------------------------------------------------------- |
|                  | Lamothe (Portier) — 13 min 18 s (SN) - Monnier (Houde, Lescovs) — 27 min 55 s (SN) Houde (Lescovs) — 47 min 5 s (SN) - | 1-0 1-1 1-2 2-2 3-2 3-3 3-4               | - Lavrov (Janecek, Junnila) — 21 min 30 s Samson (McSween, Janecek) — 25 min 42 s (SN) - Janecek (Cardinal, Samson) — 53 min 25 s (SN) Leroux — 57 min 59 s (SN) | Arbitrage : Adrian Popa Juges de lignes : Justin Chouleur et Christophe Moncozet |
| Bonnefond        | Gardiens | Spano (29 min 50 s) Catelin (30 min 10 s) | | Arbitrage : Adrian Popa Juges de lignes : Justin Chouleur et Christophe Moncozet |
| 24 min           | Pénalités | 22 min                                    | | Arbitrage : Adrian Popa Juges de lignes : Justin Chouleur et Christophe Moncozet |
|                  | |                                           | | Arbitrage : Adrian Popa Juges de lignes : Justin Chouleur et Christophe Moncozet |

| 6 octobre 2018 | Nîmes (D3) | 1-12 (0-5, 0-3, 1-4) | Toulouse-Blagnac (D2) | Patinoire Pissevin |

| Feuille de match                    | Feuille de match              | Feuille de match                                       | Feuille de match | Feuille de match                                                           |
| ----------------------------------- | ----------------------------- | ------------------------------------------------------ | --- | -------------------------------------------------------------------------- |
|                                     | - Courcol-Bertrand — 44 min - | 0-1 0-2 0-3 0-4 0-5 0-6 0-7 0-8 1-8 1-9 1-10 1-11 1-12 | Martin-Whalen (Embrich, Coulombe) — 3 min 28 s Martin-Whalen (Pommier) — 9 min 52 s Pommier (Faup, Coureaud) — 11 min 15 s Coulombe (Embrich, Martin-Whalen) — 12 min 44 s (SN) Embrich — 19 min 17 s Blaser (Bermond, Salomaa) — 25 min 24 s Coulombe — 27 min 24 s Blaser (Krukoff, Bermond) — 29 min 54 s - Coulombe (Prégent, Embrich) — 46 min 54 s Martin-Whalen (Salomaa, Embrich) — 55 min 59 s Condomitti (Embrich) — 56 min 30 s Pommier (Frédric) — 57 min 29 s | Arbitrage : Olivier Salicio Juges de lignes : Ugoline et Philippe Frossard |
| Jaouen (40 min) Guimonneau (20 min) | Gardiens                      | Frédric                                                | | Arbitrage : Olivier Salicio Juges de lignes : Ugoline et Philippe Frossard |
| 18 min                              | Pénalités                     | 6 min                                                  | | Arbitrage : Olivier Salicio Juges de lignes : Ugoline et Philippe Frossard |
|                                     |                               |                                                        | | Arbitrage : Olivier Salicio Juges de lignes : Ugoline et Philippe Frossard |

| 6 octobre 2018 | Avignon (D3) | 0-17 (0-4, 0-3, 0-10) | Marseille (D1) | Palais de la Glace 191 spectateurs |

| Feuille de match                                          | Feuille de match | Feuille de match                                                            | Feuille de match | Feuille de match                                                                  |
| --------------------------------------------------------- | ---------------- | --------------------------------------------------------------------------- | --- | --------------------------------------------------------------------------------- |
|                                                           | -                | 0-1 0-2 0-3 0-4 0-5 0-6 0-7 0-8 0-9 0-10 0-11 0-12 0-13 0-14 0-15 0-16 0-17 | Jensen (Bajarūns, Baškatovs) — 3 min 17 s Bajarūns (Vento, Jarolin) — 12 min Bajarūns (Baškatovs, Springer) — 13 min 25 s Jensen (Bajarūns) — 18 min 41 s (IN) Bajarūns (Jarolin, Baškatovs) — 26 min 15 s Heiskanen (Finé) — 34 min 55 s (SN) Jarolin (Bajarūns, Baškatovs) — 38 min 48 s (SN) Bajarūns (Jensen, Vento) — 40 min 21 s (2 SN) Jarolin (Bajarūns, Baškatovs) — 42 min 54 s (SN) Heiskanen (Novotný) — 43 min 7 s Guirado (Heiskanen, Springer) — 45 min 2 s Baškatovs (Bajarūns) — 46 min 20 s Heiskanen (Jensen, Novotný) — 47 min 35 s Cestr (Vento, Siguenza) — 49 min 23 s Bajarūns (Jarolin, Baškatovs) — 50 min 33 s Springer — 53 min 9 s Vento (Novotný, Springer) — 53 min 35 s | Arbitrage : Laurent Vaissaire Juges de lignes : Gildas Fontaine et Damien Thiercy |
| Anthony Durbin (30 min 2 s) Baptiste Bonnet (29 min 58 s) | Gardiens         | Charton                                                                     | | Arbitrage : Laurent Vaissaire Juges de lignes : Gildas Fontaine et Damien Thiercy |
| 31 min                                                    | Pénalités        | 36 min                                                                      | | Arbitrage : Laurent Vaissaire Juges de lignes : Gildas Fontaine et Damien Thiercy |
|                                                           |                  |                                                                             | | Arbitrage : Laurent Vaissaire Juges de lignes : Gildas Fontaine et Damien Thiercy |

| 6 octobre 2018 | Valence (D2) | 0-4 (0-2, 0-2, 0-0) | Montpellier (D1) | Le Polygone 495 spectateurs |

| Feuille de match                     | Feuille de match | Feuille de match | Feuille de match | Feuille de match                                                        |
| ------------------------------------ | ---------------- | ---------------- | --- | ----------------------------------------------------------------------- |
|                                      | -                | 0-1 0-2 0-3 0-4  | Višňák (Pék) — 6 min 24 s (SN) Florian (Vojsovic, Pek) — 18 min 59 s Hromas (Kubus, Višňák) — 25 min 16 s (SN) Hromas (Višňák, Pek) — 33 min 25 s (SN) | Arbitrage : Didier Drif Juges de lignes : Eric Briolat et Matthias Aman |
| Gautero (40 min) Constantin (20 min) | Gardiens         | Luomi            | | Arbitrage : Didier Drif Juges de lignes : Eric Briolat et Matthias Aman |
| 22 min                               | Pénalités        | 8 min            | | Arbitrage : Didier Drif Juges de lignes : Eric Briolat et Matthias Aman |
|                                      |                  |                  | | Arbitrage : Didier Drif Juges de lignes : Eric Briolat et Matthias Aman |

| 6 octobre 2018 | Clermont-Ferrand (D2) | 3-4 (0-2, 2-0, 1-2) | Cholet (D1) | Patinoire Clermont Communauté 409 spectateurs |

| Feuille de match | Feuille de match | Feuille de match            | Feuille de match | Feuille de match                                                                     |
| ---------------- | --- | --------------------------- | --- | ------------------------------------------------------------------------------------ |
|                  | - Devaney (Hagopian, A. Nalliod-Izacard) — 29 min 29 s (IN) Šinkovič (A. Nalliod-Izacard) — 39 min 31 s - Šinkovič (Soldán, Devaney) — 52 min 53 s (SN) - | 0-1 0-2 1-2 2-2 2-3 3-3 3-4 | Hulshof (Birolini, Szabo) — 7 min 37 s (SN) Hulshof — 14 min 20 s - Bastille — 48 min 48 s - Jayat (Simiard) — 58 min 4 s (IN) | Arbitrage : Guillaume Gardiol Juges de lignes : Tristan Rodriguez et Vincent Villard |
| Hurajt           | Gardiens | Depanian                    | | Arbitrage : Guillaume Gardiol Juges de lignes : Tristan Rodriguez et Vincent Villard |
| 12 min           | Pénalités | 10 min                      | | Arbitrage : Guillaume Gardiol Juges de lignes : Tristan Rodriguez et Vincent Villard |
|                  | |                             | | Arbitrage : Guillaume Gardiol Juges de lignes : Tristan Rodriguez et Vincent Villard |

| 6 octobre 2018 | Limoges (D2) | 4-10 (2-4, 1-4, 1-2) | Tours (D1) | Patinoire des Casseaux 459 spectateurs |

| Feuille de match                             | Feuille de match | Feuille de match                                          | Feuille de match | Feuille de match                                                                  |
| -------------------------------------------- | --- | --------------------------------------------------------- | --- | --------------------------------------------------------------------------------- |
|                                              | - Cavalié (Waldschmidt) — 10 min 56 s (SN) Lévêque (Cútt, Dumélié) — 15 min 31 s - Lévêque — 27 min 13 s - Cavalié — 54 min 52 s | 0-1 0-2 1-2 2-2 2-3 2-4 2-5 2-6 3-6 3-7 3-8 3-9 3-10 4-10 | Downey (Altidor) — 4 min 22 s (SN) Mugnier (Altidor, Downey) — 8 min 3 s (SN) - Mugnier (Ritz) — 16 min 13 s Fomin — 17 min 52 s Franck (Bourgaut, Fomin) — 20 min 56 s (SN) Levêque (Durand) — 24 min 59 s - Nechala (Mugnier, Pichnarčík) — 28 min 52 s (SN) Fomin (Bourgaut, Léveillé) — 34 min 37 s Honka — 46 min 4 s Susanj (Downey, Altidor) — 50 min 55 s - | Arbitrage : Marie-Tjana Picavet Juges de lignes : Romain Haspot et Thpomas Honoré |
| Corallo (29 min 13 s) Nesvadba (30 min 47 s) | Gardiens | Fontaine (50 min 9 s) Sarrazin (9 min 51 s)               | | Arbitrage : Marie-Tjana Picavet Juges de lignes : Romain Haspot et Thpomas Honoré |
| 14 min                                       | Pénalités | 10 min                                                    | | Arbitrage : Marie-Tjana Picavet Juges de lignes : Romain Haspot et Thpomas Honoré |
|                                              | |                                                           | | Arbitrage : Marie-Tjana Picavet Juges de lignes : Romain Haspot et Thpomas Honoré |

| 6 octobre 2018 | Poitiers (D3) | 0-12 (0-4, 0-4, 0-4) | La Roche-sur-Yon (D1) | Patinoire de Poitiers 320 spectateurs |

| Feuille de match                             | Feuille de match | Feuille de match                                   | Feuille de match | Feuille de match                                                                    |
| -------------------------------------------- | ---------------- | -------------------------------------------------- | --- | ----------------------------------------------------------------------------------- |
|                                              | -                | 0-1 0-2 0-3 0-4 0-5 0-6 0-7 0-8 0-9 0-10 0-11 0-12 | Frécon (Bourcier, Seignez) — 1 min 58 s Frécon (Bourcier, Léger) — 4 min 26 s (SN) Bourcier (Seignez) — 7 min 25 s (IN) Brennan (Strumas, Laporte) — 17 min 44 s Bourcier (Frécon) — 22 min 4 s (IN) Pelletier (Strumas, Farkašovský) — 33 min 35 s (SN) Jacques (Charvát, Vienneau) — 34 min 34 s Joerger (Jacques) — 35 min 5 s Pelletier (Farkasovsky, Brennan) — 44 min 30 s Brennan (Pelletier, Strumas) — 47 min 20 s (SN) Bourcier (Léger, Frécon) — 48 min 9 s Pelletier (Brennan, Farkasovsky) — 59 min 53 s | Arbitrage : Romain Herrault Juges de lignes : Leevan Thiebault et Raphaël Rohwedder |
| Lancman (32 min 55 s) Ramonatxo (27 min 5 s) | Gardiens         | Gaubert                                            | | Arbitrage : Romain Herrault Juges de lignes : Leevan Thiebault et Raphaël Rohwedder |
| 56 min                                       | Pénalités        | 20 min                                             | | Arbitrage : Romain Herrault Juges de lignes : Leevan Thiebault et Raphaël Rohwedder |
|                                              |                  |                                                    | | Arbitrage : Romain Herrault Juges de lignes : Leevan Thiebault et Raphaël Rohwedder |

## Seizièmes de finale
| 24 octobre 2018 | Asnières-sur-Seine (D3) | 1-18 (1-2, 0-2, 0-11) | Amiens (SLM) | Patinoire des Courtilles 200 spectateurs |

| Feuille de match | Feuille de match                     | Feuille de match                                                                     | Feuille de match | Feuille de match                                                                   |
| ---------------- | ------------------------------------ | ------------------------------------------------------------------------------------ | --- | ---------------------------------------------------------------------------------- |
|                  | - Stalin (Papp) — 11 min 29 s (SN) - | 0-1 1-1 1-2 1-3 1-4 1-5 1-6 1-7 1-8 1-9 1-10 1-11 1-12 1-13 1-14 1-15 1-16 1-17 1-18 | Guillemain — 10 min 37 s - Giroux (Halley) — 15 min 14 s Anderson (Poudrier) — 21 min 2 s Trabucco (Guillemain, Bault) — 25 min 10 s Bruche — 25 min 48 s Thillet (Trabucco, Šmach) — 31 min 55 s Halley (Bault) — 33 min 9 s Halley (Narbonne) — 40 min 17 s Thillet (Valery Trabucco) — 40 min 30 s Plouffe (Olive) — 41 min 31 s Plouffe (Anderson, Guillemain) — 46 min 45 s Coulaud (Šmach, Da Costa) — 47 min 30 s Da Costa (West) — 48 min 36 s Bault (Halley, Poudrier) — 50 min 56 s West (Valery Trabucco, Bault) — 51 min 27 s Šmach — 52 min 45 s Bault (Suire) — 53 min 39 s Da Costa (Suire) — 59 min 24 s | Arbitrage : Adrien Ernecq Juges de lignes : Alban Delsarte et Anne-Sophie Boniface |
| Kiss             | Gardiens                             | Savoye                                                                               | | Arbitrage : Adrien Ernecq Juges de lignes : Alban Delsarte et Anne-Sophie Boniface |
| 6 min            | Pénalités                            | 4 min                                                                                | | Arbitrage : Adrien Ernecq Juges de lignes : Alban Delsarte et Anne-Sophie Boniface |
|                  |                                      |                                                                                      | | Arbitrage : Adrien Ernecq Juges de lignes : Alban Delsarte et Anne-Sophie Boniface |

| 23 octobre 2018 | Évry-Viry (D2) | 3-7 (2-3, 0-3, 1-1) | Cergy-Pontoise (D1) | Patinoire des Lacs de l'Essonne 388 spectateurs |

| Feuille de match | Feuille de match | Feuille de match                        | Feuille de match | Feuille de match                                                                |
| ---------------- | --- | --------------------------------------- | --- | ------------------------------------------------------------------------------- |
|                  | T. Gautron (Berardet) — 2 min 2 s - Berardet (T. Gautron) — 5 min 42 s - Leskinen (Lallemand, Tellier) — 55 min 46 s | 1-0 1-1 2-1 2-2 2-3 2-4 2-5 2-6 2-7 3-7 | - Olczyk (Botten, Lardière) — 2 min 10 s - Gersanois (Pears) — 6 min 47 s Gersanois — 9 min 38 s (TP) Botten (Olczyk) — 20 min 53 s Botten (Lardière, Greiner) — 23 min 7 s Hood — 37 min 25 s Greiner — 46 min 1 s - | Arbitrage : Frédéric Le Berre Juges de lignes : Cyril Debuche et Samuel Fessier |
| Smik             | Gardiens | Pawelek                                 | | Arbitrage : Frédéric Le Berre Juges de lignes : Cyril Debuche et Samuel Fessier |
| 6 min            | Pénalités | 12 min                                  | | Arbitrage : Frédéric Le Berre Juges de lignes : Cyril Debuche et Samuel Fessier |
|                  | |                                         | | Arbitrage : Frédéric Le Berre Juges de lignes : Cyril Debuche et Samuel Fessier |

| 23 octobre 2018 | Neuilly-sur-Marne (D1) | 8-2 (2-0, 4-1, 2-1) | Français volants (D2) | Patinoire municipale de Neuilly-sur-Marne 265 spectateurs |

| Feuille de match | Feuille de match | Feuille de match                        | Feuille de match                                                       | Feuille de match                                                         |
| ---------------- | --- | --------------------------------------- | ---------------------------------------------------------------------- | ------------------------------------------------------------------------ |
|                  | Gabaj (Saliji, Dīķis) — 5 min 17 s Plaire (Hordelalay, Jacquier) — 6 min 36 s - Thorogood (Seckel, Hordelalay) — 24 min 14 s (SN) Hordelalay (Thorogood, Seckel) — 24 min 38 s Plaire (Hordelalay) — 32 min 54 s Thorogood (Hordelalay, Dīķis) — 35 min 8 s (SN) Valier — 41 min 43 s - Saliji (Gabaj, Míka) — 57 min 5 s (SN) | 1-0 2-0 2-1 3-1 4-1 5-1 6-1 7-1 7-2 8-2 | - Benet — 21 min 13 s (SN) - Belov (Slupski, Chauveau) — 52 min 10 s - | Arbitrage : Julien Peyre Juges de lignes : Jérémy Métais et Romain Bispo |
| Husson           | Gardiens | Wargnier                                |                                                                        | Arbitrage : Julien Peyre Juges de lignes : Jérémy Métais et Romain Bispo |
| 6 min            | Pénalités | 10 min                                  |                                                                        | Arbitrage : Julien Peyre Juges de lignes : Jérémy Métais et Romain Bispo |
|                  | |                                         |                                                                        | Arbitrage : Julien Peyre Juges de lignes : Jérémy Métais et Romain Bispo |

| 23 octobre 2018 | Dunkerque (D1) | 6-3 (1-2, 2-0, 3-1) | Rouen (SLM) | Patinoire Michel-Raffoux 719 spectateurs |

| Feuille de match | Feuille de match | Feuille de match                    | Feuille de match | Feuille de match                                                                       |
| ---------------- | --- | ----------------------------------- | --- | -------------------------------------------------------------------------------------- |
|                  | - Garrido (Herrera) — 8 min 50 s Simcak (Halas, Vissio) — 23 min 40 s Gaborcik (Destoop, Mikušovič) — 36 min 37 s Simcak (Halas, Gans) — 52 min 46 s (SN) - Thomas — 58 min 49 s (CV) Mikušovič — 59 min 58 s (CV) | 0-1 0-2 1-2 2-2 3-2 4-2 4-3 5-3 6-3 | Koivisto (Deschamps, Caron) — 19 s Lampérier (Thinel) — 7 min 50 s - Ritz (Chakiachvili, Lampérier) — 58 min 26 s - | Arbitrage : Alexandre Hauchart Juges de lignes : Thomas Caillot et Aurélien Smeeckaert |
| Leskinen         | Gardiens | Papillon                            | | Arbitrage : Alexandre Hauchart Juges de lignes : Thomas Caillot et Aurélien Smeeckaert |
| 8 min            | Pénalités | 6 min                               | | Arbitrage : Alexandre Hauchart Juges de lignes : Thomas Caillot et Aurélien Smeeckaert |
|                  | |                                     | | Arbitrage : Alexandre Hauchart Juges de lignes : Thomas Caillot et Aurélien Smeeckaert |

| 23 octobre 2018 | Épinal (D3) | 2-3 (1-1, 1-1, 0-1) | Strasbourg (SLM) | Patinoire de Poissompré 2 340 spectateurs |

| Feuille de match | Feuille de match                                                                  | Feuille de match    | Feuille de match                                                                                           | Feuille de match                                                                 |
| ---------------- | --------------------------------------------------------------------------------- | ------------------- | --- | -------------------------------------------------------------------------------- |
|                  | - Breton (Gury, Charpentier) — 9 min 12 s Chassard (Pernot, Plch) — 21 min 21 s - | 0-1 1-1 2-1 2-2 2-3 | Zion (Prier, Denomme) — 6 min 15 s (SN) - Delplanque (Chapuis) — 23 min 44 s Morillon (Deyl) — 44 min 20 s | Arbitrage : Jimmy Bergamelli Juges de lignes : David Courgeon et Justin Chouleur |
| Ravel            | Gardiens                                                                          | Vazzaz              | | Arbitrage : Jimmy Bergamelli Juges de lignes : David Courgeon et Justin Chouleur |
| 8 min            | Pénalités                                                                         | 4 min               | | Arbitrage : Jimmy Bergamelli Juges de lignes : David Courgeon et Justin Chouleur |
|                  |                                                                                   |                     | | Arbitrage : Jimmy Bergamelli Juges de lignes : David Courgeon et Justin Chouleur |

| 23 octobre 2018 | Amnéville (D2) | 1-4 (1-4, 0-0, 0-0) | Mulhouse (SLM) | Patinoire du Centre de Loisirs 250 spectateurs |

| Feuille de match | Feuille de match                       | Feuille de match    | Feuille de match | Feuille de match                                                                 |
| ---------------- | -------------------------------------- | ------------------- | --- | -------------------------------------------------------------------------------- |
|                  | Griet (Dutkovič, Benak) — 1 min 21 s - | 1-0 1-1 1-2 1-3 1-4 | - Nikkilä (Vīgners, Šeda) — 2 min 48 s Ševčenko (Treille) — 11 min 28 s Hecquefeuille (Lorcher, Treille) — 11 min 46 s Raux — 15 min 25 s | Arbitrage : Jérémy Rauline Juges de lignes : Johan Fauvel et Christophe Moncozet |
| Casensky         | Gardiens                               | Muller              | | Arbitrage : Jérémy Rauline Juges de lignes : Johan Fauvel et Christophe Moncozet |
| 31 min           | Pénalités                              | 8 min               | | Arbitrage : Jérémy Rauline Juges de lignes : Johan Fauvel et Christophe Moncozet |
|                  |                                        |                     | | Arbitrage : Jérémy Rauline Juges de lignes : Johan Fauvel et Christophe Moncozet |

| 23 octobre 2018 | Marseille (D1) | 0-6 (0-4, 0-0, 0-2) | Nice (SLM) | Palais omnisports Marseille Grand Est 616 spectateurs |

| Feuille de match | Feuille de match | Feuille de match        | Feuille de match | Feuille de match                                                                    |
| ---------------- | ---------------- | ----------------------- | --- | ----------------------------------------------------------------------------------- |
|                  | -                | 0-1 0-2 0-3 0-4 0-5 0-6 | Bjalončík (Tarkkanen, Viirals) — 15 min 7 s Petit (Thomas) — 15 min 24 s Drtina (Bergeron, Sabatier) — 18 min 3 s (SN) Viirals (Bjalončík, Sutor) — 18 min 43 s Bjalončík (Sutor, Lacheny) — 49 min 52 s Hrehorčák Jr — 58 min 8 s | Arbitrage : Laurent Garbay Juges de lignes : Nicolas Constantineau et Matthias Aman |
| Charton          | Gardiens         | Barrier-Heyligen        | | Arbitrage : Laurent Garbay Juges de lignes : Nicolas Constantineau et Matthias Aman |
| 8 min            | Pénalités        | 4 min                   | | Arbitrage : Laurent Garbay Juges de lignes : Nicolas Constantineau et Matthias Aman |
|                  |                  |                         | | Arbitrage : Laurent Garbay Juges de lignes : Nicolas Constantineau et Matthias Aman |

| 24 octobre 2018 | Grenoble (SLM) | 1-2 (1-1, 0-1, 0-0) | Lyon (SLM) | Patinoire Polesud 3 450 spectateurs |

| Feuille de match | Feuille de match                            | Feuille de match | Feuille de match                                                           | Feuille de match                                                                  |
| ---------------- | ------------------------------------------- | ---------------- | -------------------------------------------------------------------------- | --------------------------------------------------------------------------------- |
|                  | - Da Costa (Fleury, Tartari) — 9 min 12 s - | 0-1 1-1 1-2      | Lavrovs (Andres, Ankerst) — 8 min 46 s - Mickēvičs (Verbeek) — 20 min 16 s | Arbitrage : Damien Bliek Juges de lignes : Joris Barcelo et Nicolas Constantineau |
| Horák            | Gardiens                                    | Stojanovič       |                                                                            | Arbitrage : Damien Bliek Juges de lignes : Joris Barcelo et Nicolas Constantineau |
| 2 min            | Pénalités                                   | 24 min           |                                                                            | Arbitrage : Damien Bliek Juges de lignes : Joris Barcelo et Nicolas Constantineau |
|                  |                                             |                  |                                                                            | Arbitrage : Damien Bliek Juges de lignes : Joris Barcelo et Nicolas Constantineau |

| 23 octobre 2018 | Mont-Blanc (D1) | 4-7 (2-3, 1-3, 1-1) | Briançon (D1) | Palais des sports de Megève 203 spectateurs |

| Feuille de match | Feuille de match                                                                                             | Feuille de match                            | Feuille de match | Feuille de match                                                                   |
| ---------------- | --- | ------------------------------------------- | --- | ---------------------------------------------------------------------------------- |
|                  | - Lazzaroni (Bícha) — 3 min 31 s Chauvière — 11 min 14 s - Bícha — 21 min 28 s - Vissio — 46 min 42 s (IN) - | 0-1 1-1 2-1 2-2 2-3 3-3 3-4 3-5 3-6 4-6 4-7 | Bonnardel (Young) — 1 min 21 s - Drolet (Demers, André) — 11 min 56 s (SN) Young (Chapelier) — 18 min 49 s - Demers — 23 min 51 s (SN) Young (Chapelier) — 24 min 58 s Brown (Bernard, André) — 38 min 53 s (SN) - Seed (Drolet, André) — 55 min 17 s | Arbitrage : Benjamin Scolari Juges de lignes : Gildas Fontaine et Laurent Nomdedeu |
| Sanyas           | Gardiens | Blažek                                      | | Arbitrage : Benjamin Scolari Juges de lignes : Gildas Fontaine et Laurent Nomdedeu |
| 51 min           | Pénalités | 34 min                                      | | Arbitrage : Benjamin Scolari Juges de lignes : Gildas Fontaine et Laurent Nomdedeu |
|                  | |                                             | | Arbitrage : Benjamin Scolari Juges de lignes : Gildas Fontaine et Laurent Nomdedeu |

| 24 octobre 2018 | Chambéry (D1) | 6-9 (2-1, 3-3, 1-5) | Chamonix (SLM) | Patinoire Buisson Rond 310 spectateurs |

| Feuille de match | Feuille de match | Feuille de match                                            | Feuille de match | Feuille de match                                                                  |
| ---------------- | --- | ----------------------------------------------------------- | --- | --------------------------------------------------------------------------------- |
|                  | Broyer (Cardinal, Moravčík) — 3 min 43 s - Cardinal — 11 min 34 s Cardinal — 21 min 22 s - Hierman (Junnila, Lavrov) — 27 min 31 s Lavrov (Hierman, Janeček) — 31 min 52 s - Roehl (Joannette) — 40 min 58 s - | 1-0 1-1 2-1 3-1 3-2 3-3 4-3 5-3 5-4 6-4 6-5 6-6 6-7 6-8 6-9 | - Freeman (Higby) — 4 min 3 s - Besson — 23 min 56 s Jacklin (Klimíček) — 25 min 27 s - Klimíček — 35 min 20 s - Fauchon (Kazarine) — 41 min 39 s Coulaud (Klimíček, Briand) — 45 min 49 s (IN) Jacklin (Besson, Kazarine) — 50 min 48 s d'Arrisso — 58 min 21 s (CV) Kloz — 59 min 58 s (CV) | Arbitrage : Benjamin Gremion Juges de lignes : Gwilherm MArgry et Olivier Salicio |
| Spano            | Gardiens | Mugnier                                                     | | Arbitrage : Benjamin Gremion Juges de lignes : Gwilherm MArgry et Olivier Salicio |
| 12 min           | Pénalités | 8 min                                                       | | Arbitrage : Benjamin Gremion Juges de lignes : Gwilherm MArgry et Olivier Salicio |
|                  | |                                                             | | Arbitrage : Benjamin Gremion Juges de lignes : Gwilherm MArgry et Olivier Salicio |

| 24 octobre 2018 | Morzine-Avoriaz (D2) | 4-7 (1-3, 2-2, 1-2) | Gap (SLM) | Škoda Arena 450 spectateurs |

| Feuille de match | Feuille de match | Feuille de match                            | Feuille de match | Feuille de match                                                                |
| ---------------- | --- | ------------------------------------------- | --- | ------------------------------------------------------------------------------- |
|                  | - Parisot — 17 min 26 s - Chatellard (Havlik, Holecko) — 29 min 37 s (SN) - Martinec (Havlik, Besson) — 39 min 43 s (SN) - Martens — 59 min 48 s | 0-1 0-2 1-2 1-3 2-3 2-4 2-5 3-5 3-6 3-7 4-7 | Bouvet (Gutierrez, Jekimovs) — 5 min 45 s (SN) Reno (Gutierrez, Jekimovs) — 15 min 9 s - Kontos (Jekimovs, Biezais) — 19 min 5 s - Jekimovs (Gutierrez, [Gibb) — 37 min 36 s Abramov (Labrecque, Mokchantsev) — 37 min 46 s - Faure (Gutierrez, Mokchantsev) — 48 min 7 s Jekimovs (Biezais) — 50 min 29 s - | Arbitrage : Alexis Grabit Juges de lignes : Frédéric Peurière et Florian Robert |
| Brázdil          | Gardiens | Darier                                      | | Arbitrage : Alexis Grabit Juges de lignes : Frédéric Peurière et Florian Robert |
| 8 min            | Pénalités | 33 min                                      | | Arbitrage : Alexis Grabit Juges de lignes : Frédéric Peurière et Florian Robert |
|                  | |                                             | | Arbitrage : Alexis Grabit Juges de lignes : Frédéric Peurière et Florian Robert |

| 24 octobre 2018 | Toulouse-Blagnac (D2) | 1-4 (0-0, 1-3, 1-0) | Montpellier (D1) | Patinoire Jacques-Raynaud 450 spectateurs |

| Feuille de match | Feuille de match                                           | Feuille de match    | Feuille de match | Feuille de match                                                                  |
| ---------------- | ---------------------------------------------------------- | ------------------- | --- | --------------------------------------------------------------------------------- |
|                  | Doroginsky (Salomaa, Martin-Whalen) — 26 min 35 s (2 SN) - | 1-0 1-1 1-2 1-3 1-4 | - Kubus (Galkins, Višňák) — 30 min 37 s (SN) Montenoise (Varga, Florian) — 33 min 37 s (2 SN) Hromas (Kubus, E. Raibon) — 38 min 35 s (SN) E. Raibon (Višňák) — 48 min 23 s (SN) | Arbitrage : Marie Tjana Picavet Juges de lignes : David Dessolain et David Haspot |
| Kubis            | Gardiens                                                   | S. Raibon           | | Arbitrage : Marie Tjana Picavet Juges de lignes : David Dessolain et David Haspot |
| 20 min           | Pénalités                                                  | 4 min               | | Arbitrage : Marie Tjana Picavet Juges de lignes : David Dessolain et David Haspot |
|                  |                                                            |                     | | Arbitrage : Marie Tjana Picavet Juges de lignes : David Dessolain et David Haspot |

| 23 octobre 2018 | Anglet (SLM) | 3-1 (2-0, 0-0, 1-1) | Bordeaux (SLM) | Patinoire de la Barre 950 spectateurs |

| Feuille de match | Feuille de match                                                                  | Feuille de match | Feuille de match                                  | Feuille de match                                                                     |
| ---------------- | --------------------------------------------------------------------------------- | ---------------- | ------------------------------------------------- | ------------------------------------------------------------------------------------ |
|                  | Vitou (Neyens) — 8 min 32 s Riendeau — 12 min 15 s - Tarantino — 59 min 27 s (CV) | 1-0 2-0 2-1 3-1  | - Baazzi (Barbero, Johnston) — 54 min 36 s (SN) - | Arbitrage : Geoffrey Barcelo Juges de lignes : Guillaume Barthe et Clément Goncalves |
| Ylönen           | Gardiens                                                                          | Fouquerel        |                                                   | Arbitrage : Geoffrey Barcelo Juges de lignes : Guillaume Barthe et Clément Goncalves |
| 18 min           | Pénalités                                                                         | 34 min           |                                                   | Arbitrage : Geoffrey Barcelo Juges de lignes : Guillaume Barthe et Clément Goncalves |
|                  |                                                                                   |                  |                                                   | Arbitrage : Geoffrey Barcelo Juges de lignes : Guillaume Barthe et Clément Goncalves |

| 23 octobre 2018 | Cholet (D1) | 6-1 (4-0, 2-0, 0-1) | Tours (D1) | Complexe sportif Glisséo 739 spectateurs |

| Feuille de match | Feuille de match | Feuille de match            | Feuille de match                                     | Feuille de match                                                                        |
| ---------------- | --- | --------------------------- | ---------------------------------------------------- | --------------------------------------------------------------------------------------- |
|                  | Bastille (Tremblay, Simard) — 31 s Manon (Aucoin, Kapička) — 3 min 2 s Aucoin (Kapička, Doyle) — 11 min 19 s Tremblay (Simard, Bastille) — 15 min Manon (Aucoin) — 23 min 33 s Bastille (Simard) — 36 min 31 s - | 1-0 2-0 3-0 4-0 5-0 6-0 6-1 | - Léveillé (Kolodziejczyk, Pichnarčík) — 44 min 34 s | Arbitrage : Savice Fabre Juges de lignes : Leevan Thiebault et Sueva Torribio Rousselin |
| Depanian         | Gardiens | Garnier                     |                                                      | Arbitrage : Savice Fabre Juges de lignes : Leevan Thiebault et Sueva Torribio Rousselin |
| 14 min           | Pénalités | 20 min                      |                                                      | Arbitrage : Savice Fabre Juges de lignes : Leevan Thiebault et Sueva Torribio Rousselin |
|                  | |                             |                                                      | Arbitrage : Savice Fabre Juges de lignes : Leevan Thiebault et Sueva Torribio Rousselin |

| 23 octobre 2018 | Brest (D1) | 2-5 (1-1, 1-2, 0-2) | Angers (SLM) | Rïnkla Stadium 589 spectateurs |

| Feuille de match | Feuille de match                                                                             | Feuille de match            | Feuille de match | Feuille de match                                                                    |
| ---------------- | -------------------------------------------------------------------------------------------- | --------------------------- | --- | ----------------------------------------------------------------------------------- |
|                  | Makin (Kivimäki, Piispanen) — 5 min 15 s - Kivimäki (Piispanen, Pesjak) — 24 min 28 s (SN) - | 1-0 1-1 1-2 2-2 2-3 2-4 2-5 | - Masson (Gaborit) — 6 min 57 s Gaborit (Bouchard, Gagnon) — 23 min 43 s (SN) - Gaborit (Bouchard, Coulombe) — 25 min 57 s (SN) Carter (Masson, Coulombe) — 44 min 46 s Bouchard (Henderson, Lévesque) — 58 min 28 s | Arbitrage : Pierre Dehaen Juges de lignes : Charles-Edouard Salmon et Thomas Honoré |
| Guerriero        | Gardiens                                                                                     | Charpentier                 | | Arbitrage : Pierre Dehaen Juges de lignes : Charles-Edouard Salmon et Thomas Honoré |
| 10 min           | Pénalités                                                                                    | 12 min                      | | Arbitrage : Pierre Dehaen Juges de lignes : Charles-Edouard Salmon et Thomas Honoré |
|                  |                                                                                              |                             | | Arbitrage : Pierre Dehaen Juges de lignes : Charles-Edouard Salmon et Thomas Honoré |

| 23 octobre 2018 | La Roche-sur-Yon (D1) | 4-2 (0-1, 3-1, 1-0) | Nantes (D1) | Complexe Arago 850 spectateurs |

| Feuille de match | Feuille de match | Feuille de match        | Feuille de match                                                      | Feuille de match                                                                    |
| ---------------- | --- | ----------------------- | --------------------------------------------------------------------- | ----------------------------------------------------------------------------------- |
|                  | - Laporte (Pelletier, Brennan) — 28 min 45 s Medeiros (Dian, Labbé) — 31 min 45 s (SN) Charvát (Medeiros, Dian) — 33 min 30 s (2 SN) Dian (Bourcier) — 54 min 2 s (SN) | 0-1 0-2 1-2 2-2 3-2 4-2 | Dugast (Damy, Bini) — 12 min 54 s Damy (Dugast, Bini) — 23 min 38 s - | Arbitrage : Nicolas Cregut Juges de lignes : Jérémie Douchy et Anne-Sophie Boniface |
| Peksa            | Gardiens | Lapointe                |                                                                       | Arbitrage : Nicolas Cregut Juges de lignes : Jérémie Douchy et Anne-Sophie Boniface |
| 16 min           | Pénalités | 32 min                  |                                                                       | Arbitrage : Nicolas Cregut Juges de lignes : Jérémie Douchy et Anne-Sophie Boniface |
|                  | |                         |                                                                       | Arbitrage : Nicolas Cregut Juges de lignes : Jérémie Douchy et Anne-Sophie Boniface |

## Huitièmes de finale
| 20 novembre 2018 | Montpellier (D1) | 2-5 (0-1, 1-2, 1-2) | Chamonix (SLM) | Patinoire Végapolis 653 spectateurs |

| Feuille de match | Feuille de match                                                              | Feuille de match            | Feuille de match | Feuille de match                                                                         |
| ---------------- | ----------------------------------------------------------------------------- | --------------------------- | --- | ---------------------------------------------------------------------------------------- |
|                  | - Marcialis (Kubus) — 35 min - Florian (Vojsovic, Galkins) — 58 min 40 s (SN) | 0-1 0-2 1-2 1-3 1-4 1-5 2-5 | Besson (Freeman, Kloz) — 10 min 16 s (SN) Leroux (Klimíček) — 26 min 2 s - Higby (Freeman, Klimíček) — 35 min 52 s Kazarine (Briand) — 42 min 25 s Kazarine (Fauchon, Besson) — 47 min 13 s - | Arbitrage : Jimmy Bergamelli Juges de lignes : Alexandre Donat-Magnin et Gabriel Pointel |
| Luomi            | Gardiens                                                                      | Sabol                       | | Arbitrage : Jimmy Bergamelli Juges de lignes : Alexandre Donat-Magnin et Gabriel Pointel |
| 16 min           | Pénalités                                                                     | 8 min                       | | Arbitrage : Jimmy Bergamelli Juges de lignes : Alexandre Donat-Magnin et Gabriel Pointel |
|                  |                                                                               |                             | | Arbitrage : Jimmy Bergamelli Juges de lignes : Alexandre Donat-Magnin et Gabriel Pointel |

| 20 novembre 2018 | Briançon (D1) | 2-3 (2-1, 0-2, 0-0) | Lyon (SLM) | Patinoire René-Froger 1 356 spectateurs |

| Feuille de match | Feuille de match                                                                   | Feuille de match    | Feuille de match | Feuille de match                                                                |
| ---------------- | ---------------------------------------------------------------------------------- | ------------------- | --- | ------------------------------------------------------------------------------- |
|                  | Métais (Drolet, André) — 2 min 7 s (SN) - André (O'Connor, Métais) — 14 min 11 s - | 1-0 1-1 2-1 2-2 2-3 | - Lavrovs (Essery) — 5 min 58 s (SN) - Essery (Correia, Ferry) — 35 min 7 s Mickēvičs (Correia, Verbeek) — 37 min 57 s | Arbitrage : Savice Fabre Juges de lignes : Gwilherm Margry et Frédéric Peuriere |
| Blažek           | Gardiens                                                                           | Stojanovič          | | Arbitrage : Savice Fabre Juges de lignes : Gwilherm Margry et Frédéric Peuriere |
| 14 min           | Pénalités                                                                          | 20 min              | | Arbitrage : Savice Fabre Juges de lignes : Gwilherm Margry et Frédéric Peuriere |
|                  |                                                                                    |                     | | Arbitrage : Savice Fabre Juges de lignes : Gwilherm Margry et Frédéric Peuriere |

| 20 novembre 2018 | Gap (SLM) | 2-3 (1-0, 0-2, 1-0, 0-1) | Nice (SLM) | Alp'Arena 1 543 spectateurs |

| Feuille de match | Feuille de match                                                                  | Feuille de match    | Feuille de match | Feuille de match                                                                    |
| ---------------- | --------------------------------------------------------------------------------- | ------------------- | --- | ----------------------------------------------------------------------------------- |
|                  | Gibb (Abramov) — 18 min 16 s - Mokchantsev (Jekimovs, Brown) — 47 min 47 s (SN) - | 1-0 1-1 1-2 2-2 2-3 | - Paločko (Rajamäki, Perttilä) — 31 min 49 s (SN) Sabatier (Scolari) — 37 min 38 s (IN) - Matis (Rajamäki, Tarkkanen) — 69 min 45 s | Arbitrage : Laurent Garbay Juges de lignes : Nicolas Constantineau et Joris Barcelo |
| Cooke            | Gardiens                                                                          | Muštukovs           | | Arbitrage : Laurent Garbay Juges de lignes : Nicolas Constantineau et Joris Barcelo |
| 4 min            | Pénalités                                                                         | 14 min              | | Arbitrage : Laurent Garbay Juges de lignes : Nicolas Constantineau et Joris Barcelo |
|                  |                                                                                   |                     | | Arbitrage : Laurent Garbay Juges de lignes : Nicolas Constantineau et Joris Barcelo |

| 20 novembre 2018 | La-Roche-sur-Yon (D1) | 2-5 (0-0, 2-1, 0-4) | Angers (SLM) | Complexe Arago |

| Feuille de match | Feuille de match                                               | Feuille de match            | Feuille de match | Feuille de match                                                                       |
| ---------------- | -------------------------------------------------------------- | --------------------------- | --- | -------------------------------------------------------------------------------------- |
|                  | - Mony — 30 min 59 s Donald (Joerger, Seignez) — 33 min 40 s - | 0-1 1-1 2-1 2-2 2-3 2-4 2-5 | Guertin (Campbell, Gagnon) — 22 min 14 s (SN) - Bouchard (Lacroix, Lévèque) — 53 min 48 s Bouchard (Lacroix, Gagnon) — 57 min 17 s Levesque (Lévèque) — 58 min 46 s (CV) Gaborit (Lacroix, Coulombe) — 59 min 22 s | Arbitrage : Alexandre Bourreau Juges de lignes : Clément Goncalves et Leeven Thiebault |
| Peksa            | Gardiens                                                       | Hardy                       | | Arbitrage : Alexandre Bourreau Juges de lignes : Clément Goncalves et Leeven Thiebault |
| 6 min            | Pénalités                                                      | 6 min                       | | Arbitrage : Alexandre Bourreau Juges de lignes : Clément Goncalves et Leeven Thiebault |
|                  |                                                                |                             | | Arbitrage : Alexandre Bourreau Juges de lignes : Clément Goncalves et Leeven Thiebault |

| 20 novembre 2018 | Cholet (D1) | 1-2 (0-1, 1-1, 0-0) | Anglet (SLM) | Complexe sportif Glisséo 406 spectateurs |

| Feuille de match | Feuille de match                  | Feuille de match | Feuille de match                                                         | Feuille de match                                                                  |
| ---------------- | --------------------------------- | ---------------- | ------------------------------------------------------------------------ | --------------------------------------------------------------------------------- |
|                  | - Hulshof (Kapička) — 22 min 19 s | 0-1 0-2 1-2      | Riendeau (Blain) — 13 min 32 s Decock (Lamboley, Neyens) — 21 min 31 s - | Arbitrage : Jérémy Rauline Juges de lignes : Maxime Laboulais et Guillaume Barthe |
| Depanian         | Gardiens                          | Bertein          |                                                                          | Arbitrage : Jérémy Rauline Juges de lignes : Maxime Laboulais et Guillaume Barthe |
| 8 min            | Pénalités                         | 10 min           |                                                                          | Arbitrage : Jérémy Rauline Juges de lignes : Maxime Laboulais et Guillaume Barthe |
|                  |                                   |                  |                                                                          | Arbitrage : Jérémy Rauline Juges de lignes : Maxime Laboulais et Guillaume Barthe |

| 20 novembre 2018 | Cergy-Pontoise (D1) | 2-3 (0-1, 1-0, 1-2) | Strasbourg (SLM) | Aren'ice 1 129 spectateurs |

| Feuille de match | Feuille de match                                                  | Feuille de match    | Feuille de match                                                                                               | Feuille de match                                                            |
| ---------------- | ----------------------------------------------------------------- | ------------------- | --- | --------------------------------------------------------------------------- |
|                  | - Botten (Lubin) — 35 min 55 s - Hodd (Botten) — 58 min 49 s (JS) | 0-1 1-1 1-2 1-3 2-3 | Denomme (Zion) — 4 min 47 s - Fujerik (Zion, Denomme) — 51 min 18 s (SN) Denomme (Zion, Prier) — 52 min 45 s - | Arbitrage : Adrien Ernecq Juges de lignes : Thomas Caillot et Jérémy Metais |
| Chimienti        | Gardiens                                                          | Hiadlovský          | | Arbitrage : Adrien Ernecq Juges de lignes : Thomas Caillot et Jérémy Metais |
| 16 min           | Pénalités                                                         | 10 min              | | Arbitrage : Adrien Ernecq Juges de lignes : Thomas Caillot et Jérémy Metais |
|                  |                                                                   |                     | | Arbitrage : Adrien Ernecq Juges de lignes : Thomas Caillot et Jérémy Metais |

| 21 novembre 2018 | Neuilly-sur-Marne (D1) | 0-3 (0-1, 0-2, 0-0) | Amiens (SLM) | Patinoire municipale 169 spectateurs |

| Feuille de match | Feuille de match | Feuille de match | Feuille de match                                                                                | Feuille de match                                                                   |
| ---------------- | ---------------- | ---------------- | ----------------------------------------------------------------------------------------------- | ---------------------------------------------------------------------------------- |
|                  | -                | 0-1 0-2 0-3      | Trabucco (Romand, Halley) — 17 min (SN) Matima — 31 min 45 s (SN) Trabucco (West) — 35 min 14 s | Arbitrage : Pierre Dehaen Juges de lignes : Anne-Sophie Boniface et David Courgeon |
| Sopko            | Gardiens         | Buysse           |                                                                                                 | Arbitrage : Pierre Dehaen Juges de lignes : Anne-Sophie Boniface et David Courgeon |
| 16 min           | Pénalités        | 14 min           |                                                                                                 | Arbitrage : Pierre Dehaen Juges de lignes : Anne-Sophie Boniface et David Courgeon |
|                  |                  |                  |                                                                                                 | Arbitrage : Pierre Dehaen Juges de lignes : Anne-Sophie Boniface et David Courgeon |

| 20 novembre 2018 | Dunkerque (D1) | 4-2 (3-0, 0-1, 1-1) | Mulhouse (SLM) | Patinoire Michel-Raffoux 665 spectateurs |

| Feuille de match | Feuille de match | Feuille de match        | Feuille de match                                                           | Feuille de match                                                                                    |
| ---------------- | --- | ----------------------- | -------------------------------------------------------------------------- | --------------------------------------------------------------------------------------------------- |
|                  | Young (Ballet, Budínský) — 2 min 18 s (SN) Budínský (Young) — 3 min 51 s Thomas (Budínský) — 19 min 28 s - Budínský — 57 min 12 s (CV) - | 1-0 2-0 3-0 3-1 4-1 4-2 | - Lorcher (Nikkilä, Bogdanoff) — 31 min 35 s - Zolmanis — 59 min 13 s (SN) | Arbitrage : Alexandre Hauchart Juges de lignes : Sueva Torribio-Rousselin et Charles-Edouard Salmon |
| Leskinen         | Gardiens | Surek                   |                                                                            | Arbitrage : Alexandre Hauchart Juges de lignes : Sueva Torribio-Rousselin et Charles-Edouard Salmon |
| 28 min           | Pénalités | 20 min                  |                                                                            | Arbitrage : Alexandre Hauchart Juges de lignes : Sueva Torribio-Rousselin et Charles-Edouard Salmon |
|                  | |                         |                                                                            | Arbitrage : Alexandre Hauchart Juges de lignes : Sueva Torribio-Rousselin et Charles-Edouard Salmon |

## Quarts de finale
| 19 décembre 2018 | Chamonix (SLM) | 4-3 (1-2, 2-1, 1-0) | Angers (SLM) | Centre sportif Richard-Bozon 1 200 spectateurs |

| Feuille de match | Feuille de match | Feuille de match            | Feuille de match | Feuille de match                                                                        |
| ---------------- | --- | --------------------------- | --- | --------------------------------------------------------------------------------------- |
|                  | - Higby (Besson, Freeman) — 15 min 27 s (SN) - Fauchon (Mermoux, Besson) — 25 min 20 s - Klimíček (d'Arrisso, Jacklin) — 34 min 7 s (SN) Briand — 41 min 53 s | 0-1 1-1 1-2 2-2 2-3 3-3 4-3 | Carter (Campbell) — 47 s - Guertin (Hamonic, Lacroix) — 17 min 58 s - Gaborit (Masson, Lacroix) — 32 min 47 s (SN) - | Arbitrage : Alexandre Hauchart Juges de lignes : Joris Barcelo et Nicolas Constantineau |
| Sabol            | Gardiens | Hardy                       | | Arbitrage : Alexandre Hauchart Juges de lignes : Joris Barcelo et Nicolas Constantineau |
| 8 min            | Pénalités | 6 min                       | | Arbitrage : Alexandre Hauchart Juges de lignes : Joris Barcelo et Nicolas Constantineau |
|                  | |                             | | Arbitrage : Alexandre Hauchart Juges de lignes : Joris Barcelo et Nicolas Constantineau |

| 18 décembre 2018 | Anglet (SLM) | 0-7 (0-1, 0-4, 0-2) | Amiens (SLM) | Patinoire de la Barre 851 spectateurs |

| Feuille de match | Feuille de match | Feuille de match            | Feuille de match | Feuille de match                                                                     |
| ---------------- | ---------------- | --------------------------- | --- | ------------------------------------------------------------------------------------ |
|                  | -                | 0-1 0-2 0-3 0-4 0-5 0-6 0-7 | Matima (Maïa, Edwards) — 12 min 6 s (SN) Šmach (Romand, Halley) — 20 min 14 s (SN) Halley (Trabucco, Romand) — 29 min 13 s (SN) Poudrier (Matima, Maïa) — 34 min 1 s (SN) Belisle (Maïa) — 35 min 36 s Halley (Romand) — 47 min 32 s Maïa (West, Prissaint) — 57 min 17 s | Arbitrage : Jimmy Bergamelli Juges de lignes : Geoffrey Barcelo et Clément Goncalves |
| Wiickman         | Gardiens         | Buysse                      | | Arbitrage : Jimmy Bergamelli Juges de lignes : Geoffrey Barcelo et Clément Goncalves |
| 16 min           | Pénalités        | 8 min                       | | Arbitrage : Jimmy Bergamelli Juges de lignes : Geoffrey Barcelo et Clément Goncalves |
|                  |                  |                             | | Arbitrage : Jimmy Bergamelli Juges de lignes : Geoffrey Barcelo et Clément Goncalves |

| 19 décembre 2018 | Nice (SLM) | 2-4 (2-2, 0-1, 0-1) | Lyon (SLM) | Palais des sports Jean-Bouin 1 021 spectateurs |

| Feuille de match | Feuille de match                                                                                       | Feuille de match        | Feuille de match | Feuille de match                                                             |
| ---------------- | --- | ----------------------- | --- | ---------------------------------------------------------------------------- |
|                  | - Perttilä (Rajamäki, Tarkkanen) — 8 min 11 s (2 SN) Paločko (Pertillä, Tarkkanen) — 9 min 29 s (SN) - | 0-1 0-2 1-2 2-2 2-3 2-4 | Robert (Llorca, Lavrovs) — 2 min 41 s Llorca (Verbeek) — 4 min 33 s - Roussel (Pascal) — 30 min 54 s Correia — 59 min 38 s (CV) | Arbitrage : Damien Bliek Juges de lignes : Pierre Dehaen et Guillaume Gielly |
| Muštukovs        | Gardiens                                                                                               | Stojanovič              | | Arbitrage : Damien Bliek Juges de lignes : Pierre Dehaen et Guillaume Gielly |
| 16 min           | Pénalités                                                                                              | 20 min                  | | Arbitrage : Damien Bliek Juges de lignes : Pierre Dehaen et Guillaume Gielly |
|                  | |                         | | Arbitrage : Damien Bliek Juges de lignes : Pierre Dehaen et Guillaume Gielly |

| 18 décembre 2018 | Dunkerque (D1) | 3-5 (2-3, 0-2, 1-0) | Strasbourg (SLM) | Patinoire Michel-Raffoux 859 spectateurs |

| Feuille de match | Feuille de match                                                                              | Feuille de match                | Feuille de match | Feuille de match                                                              |
| ---------------- | --------------------------------------------------------------------------------------------- | ------------------------------- | --- | ----------------------------------------------------------------------------- |
|                  | Halas — 42 s - Martial (Olive, Destoop) — 14 min 58 s - Destoop (Olive, Martial) — 48 min 4 s | 1-0 1-1 2-1 2-2 2-3 2-4 2-5 3-5 | - Prier (Zion) — 10 min 34 s (SN) - Morillon (Denomme, Zion) — 19 min 9 s Havlíček (Chabert, Logar) — 19 min 58 s Logar (Potvin, Fujerik) — 37 min 33 s (SN) Potvin (Zion, Denomme) — 39 min 29 s - | Arbitrage : Nicolas Cregut Juges de lignes : Thomas Caillot et Jérémie Douchy |
| Leskinen         | Gardiens                                                                                      | Hiadlovský                      | | Arbitrage : Nicolas Cregut Juges de lignes : Thomas Caillot et Jérémie Douchy |
| 10 min           | Pénalités                                                                                     | 39 min                          | | Arbitrage : Nicolas Cregut Juges de lignes : Thomas Caillot et Jérémie Douchy |
|                  |                                                                                               |                                 | | Arbitrage : Nicolas Cregut Juges de lignes : Thomas Caillot et Jérémie Douchy |

## Demi-finales
| 16 février 2019 | Amiens (SLM) | 4-1 (1-0, 1-0, 2-1) | Strasbourg (SLM) | AccorHotels Arena 4 875 spectateurs |

| Feuille de match | Feuille de match | Feuille de match    | Feuille de match             | Feuille de match                                                                                       |
| ---------------- | --- | ------------------- | ---------------------------- | --- |
|                  | Edwards (Maïa, Poudrier) — 6 min 31 s (SN) Maïa (West, Anderson) — 29 min 37 s (SN) Halley (Romand, Giroux) — 45 min 26 s Edwards (Anderson) — 48 min 23 s (SN) - | 1-0 2-0 3-0 4-0 4-1 | - Deyl (Důras) — 56 min 24 s | Arbitrage : Geoffrey Barcelo et Jimmy Bergamelli Juges de lignes : Thomas Caillot et Clément Goncalves |
| Buysse           | Gardiens | Sidor               |                              | Arbitrage : Geoffrey Barcelo et Jimmy Bergamelli Juges de lignes : Thomas Caillot et Clément Goncalves |
| 8 min            | Pénalités | 8 min               |                              | Arbitrage : Geoffrey Barcelo et Jimmy Bergamelli Juges de lignes : Thomas Caillot et Clément Goncalves |
|                  | |                     |                              | Arbitrage : Geoffrey Barcelo et Jimmy Bergamelli Juges de lignes : Thomas Caillot et Clément Goncalves |

| 16 février 2019 | Lyon (SLM) | 3-2 (0-0, 2-1, 1-1) | Chamonix (SLM) | AccorHotels Arena 4 875 spectateurs |

| Feuille de match | Feuille de match | Feuille de match    | Feuille de match                                                                     | Feuille de match                                                                                      |
| ---------------- | --- | ------------------- | ------------------------------------------------------------------------------------ | --- |
|                  | Essery (Breton, Correia) — 24 min 46 s Di Dio Balsamo (Ankerst, Lavrovs) — 27 min 5 s - Mickēvičs (Di Dio Balsamo) — 41 min 47 s - | 1-0 2-0 2-1 3-1 3-2 | - d'Arrisso (Coulaud) — 33 min 24 s (IN) - Kazarine (Fauchon, Andersen) — 44 min 8 s | Arbitrage : Damien Bliek et Pierre Dehaen Juges de lignes : Nicolas Constantineau et Guillaume Gielly |
| Stojanovič       | Gardiens | Sabol               |                                                                                      | Arbitrage : Damien Bliek et Pierre Dehaen Juges de lignes : Nicolas Constantineau et Guillaume Gielly |
| 22 min           | Pénalités | 14 min              |                                                                                      | Arbitrage : Damien Bliek et Pierre Dehaen Juges de lignes : Nicolas Constantineau et Guillaume Gielly |
|                  | |                     |                                                                                      | Arbitrage : Damien Bliek et Pierre Dehaen Juges de lignes : Nicolas Constantineau et Guillaume Gielly |

## Finale
| 17 février 2018 | Amiens (SLM) | 3-2 (pr) (1-0, 0-1, 1-1, 1-0) | Lyon (SLM) | AccorHotels Arena 9 769 spectateurs |

| Feuille de match | Feuille de match                                                                                   | Feuille de match    | Feuille de match                                                            | Feuille de match                                                                                        |
| ---------------- | -------------------------------------------------------------------------------------------------- | ------------------- | --------------------------------------------------------------------------- | --- |
|                  | Belisle (Maïa, West) — 7 min 15 s - Suire — 42 min 39 s - Giroux (Šmach, Halley) — 62 min 5 s (SN) | 1-0 1-1 2-1 2-2 3-2 | - Mickēvičs (Andres) — 31 min 49 s (SN) - Di Dio Balsamo — 59 min 58 s (JS) | Arbitrage : Pierre Dehaen et Geoffrey Barcelo Juges de lignes : Nicolas Constantineau et Thomas Caillot |
| Buysse           | Gardiens                                                                                           | Stojanovič          |                                                                             | Arbitrage : Pierre Dehaen et Geoffrey Barcelo Juges de lignes : Nicolas Constantineau et Thomas Caillot |
| 22 min           | Pénalités                                                                                          | 4 min               |                                                                             | Arbitrage : Pierre Dehaen et Geoffrey Barcelo Juges de lignes : Nicolas Constantineau et Thomas Caillot |
|                  | |                     |                                                                             | Arbitrage : Pierre Dehaen et Geoffrey Barcelo Juges de lignes : Nicolas Constantineau et Thomas Caillot |

## Nombre d'équipes par division et par tour
|                       | Premier tour | Seizièmes de finale | Huitièmes de finale   | Quarts de finale      | Demi- finales         | Finale                |
| Ligue Magnus 12 clubs | Exempts      | 12                  | 9                     | 7                     | 4                     | 2                     |
| Division 1 14 clubs   | 12           | 13                  | 7                     | 1                     | Plus de représentants | Plus de représentants |
| Division 2 17 clubs   | 17           | 5                   | Plus de représentants | Plus de représentants | Plus de représentants | Plus de représentants |
| Division 3 6 clubs    | 7            | 2                   | Plus de représentants | Plus de représentants | Plus de représentants | Plus de représentants |
| Totaux                | 36           | 32                  | 16                    | 8                     | 4                     | 2                     |